# Liste der Monuments historiques in Rocquigny (Ardennes)
Die Liste der Monuments historiques in Rocquigny führt die Monuments historiques in der französischen Gemeinde Rocquigny auf.

## Liste der Objekte
| Bezeichnung | Beschreibung           | Standort                                      | Kennzeichnung | Schutzstatus | Datum | Bild |
| ----------- | ---------------------- | --------------------------------------------- | ------------- | ------------ | ----- | ---- |
| Chorgestühl | Holz, 18. Jahrhundert  | Rocquigny, in der Kirche St-Christophe (Lage) | PM08000449    | Classé       | 1972  |      |
| Taufbecken  | Stein, 12. Jahrhundert | La Hardoye, in der Kirche St-Urbain (Lage)    | PM08000263    | Classé       | 1972  |      |